# 酒井郷博
酒井 郷博（さかい のりひろ、1940年3月9日 - ）は、日本の元俳優、元声優、元ナレーター。

## 人物
身長170cm。体重65kg。
1960年、舞台芸術学院12期を経て劇団東演に所属。
1971年より東京俳優生活協同組合に所属していた。

## 出演作品

### テレビドラマ

#### NHK
- 天下御免（1971年）
- 大河ドラマ
  - 勝海舟 第6話「貧困」（1974年）
  - 黄金の日日（1978年） - 神戸信孝
  - 獅子の時代（1980年） - 西郷の側近
  - 峠の群像 第7話「七郎次泥まみれ」（1982年） - 侍
  - 徳川家康（1983年） - 明使
  - 山河燃ゆ（1984年） - 多田記者
  - 春の波涛（1985年） - 山本秀樹
  - 武田信玄（1988年） - 蔵前衆
  - 翔ぶが如く 第一部 第10話「斉彬出兵計画」（1990年） - 岩瀬忠震
- NHK特集 / 明治の群像 海に火輪を 第6話「陸奥宗光 ～前編～」（1976年） - 岡崎邦輔
- 日本の戦後 第3集「酒田紀行 農地改革の軌跡」（1977年）
- 土曜ドラマ / 阿修羅のごとく パート2 第3話「じゃらん」（1980年）
- ビゴーを知っていますか（1982年）
- 水曜ドラマ / イキのいい奴 第5話「花火は火花」（1987年）
- さわやか3組（1987年）
- 心のメッセージ（1987年 - 1992年） - 一彦の父
- こどもにんぎょう劇場 / みどりのゆび（1996年）
- 明るいなかま

#### 日本テレビ
- 子連れ狼 第一部 第12話「鹿追い」（1973年）
- おんな浮世絵・紅之介参る! 第4話「二人の紅之介」（1974年）
- 太陽にほえろ!
  - 第179話「親と子の條件」（1975年）
  - 第194話「兄妹」（1976年）
  - 第228話「目撃者」（1976年）
  - 第283話「激突」（1978年）
  - 第294話「逮捕」（1978年）
  - 第314話「拝啓ロッキー刑事様」（1979年）
  - 第326話「捜査」（1979年）
  - 第344話「射程距離」（1979年）
  - 第390話「二十歳の殺人」（1980年）
  - 第401話「紙飛行機」（1980年）
  - 第440話「強き者よ、その名は....」（1981年）
  - 第452話「山さんがボスを撃つ!?!」（1981年）
  - 第510話「ラガーの大追跡」（1982年）
  - 第530話「検問突破」（1982年）
  - 第543話「すりへった靴」（1983年）
  - 第546話「マミー刑事登場!」（1983年）
  - 第575話「向い風」（1983年）
  - 第618話「コンピューター計画」（1984年）
  - 第647話「護送車強奪」（1985年）
  - 第661話「マミーが怒った」（1985年）
- 気まぐれ天使 第12話「めざめた朝」（1976年）
- 大都会シリーズ
  - 大都会 PARTII
    - 第20話「狙われる」（1977年）
    - 第46話「霊感（オカルト）聖少女」（1978年）

  - 大都会 PARTIII 第4話「吠えるショットガン」（1978年）
- 気まぐれ本格派 第18話「砂漠の墓に踊らされ」（1978年）
- グランド劇場→土曜グランド劇場
  - オレの愛妻物語 第8話（1978年） - 優一の同僚
  - 池中玄太80キロ
    - パートI 第7話「あたし、赤ちゃんが欲しい!」（1980年）
    - パートII（1981年）
    - 事件記者チャボ! 第6話「チャボvs怪盗下りぐも…」（1983年）
- 熱中時代 第8話「危険な関係プレイバック」（1978年） - バーテン
- 探偵物語（1979年）
  - 第7話「裏街の女」
  - 第9話「惑星から来た少年」
  - 第12話「誘拐」
- 土曜スペシャル / さらば空中戦艦富嶽 幻のアメリカ本土空襲（1979年）
- 新五捕物帳 第124話「子が結ぶ夫婦仲」（1980年）
- 西遊記II 第19話「偽西遊記 危機一髪」（1980年） - 村人
- 俺はおまわり君 第14話「そよ風の渡る世間に…」（1981年）
- 誇りの報酬 第27話「芹沢刑事・絶体絶命!」（1986年）
- 火曜サスペンス劇場
  - 見知らぬ夫（1986年）
  - 博多長崎殺人行（1986年） - 円城寺アナウンサー
  - 六月の花嫁シリーズ 第3作「ウエディングベルが聞こえる」（1989年）
- 冷たい月 第7話「逆襲 私は負けない」（1998年）

#### TBS
- 時間ですよ 第49話（1971年） - 巡査
- 好き! すき!! 魔女先生 第11話「0点バンザイ!!」（1971年）
- ウルトラシリーズ
  - 帰ってきたウルトラマン（1972年）
    - 第40話「冬の怪奇シリーズ まぼろしの雪女」 - 猟の青年 ※ノンクレジット[2]
    - 第43話「魔神 月に咆える」 - 村人

  - ウルトラマンレオ - ゾフィーの声[3]
    - 第38話「決闘! レオ兄弟対ウルトラ兄弟」（1974年）
    - 第39話「レオ兄弟 ウルトラ兄弟 勝利の時」（1975年）
- ブラザー劇場 / 刑事くん 第1部 第37話「いつかあの人のように」（1972年）
- 金曜ドラマ
  - 白い影（1973年）
    - 第1話 - 警官
    - 第6話

  - くれない族の反乱（1984年） - 課長
- 日本沈没 第26話「東京最後の日」（1975年） - 自衛隊員
- なつかしき海の歌（1975年）
- 赤い衝撃 第21話「幻のお父さん 私の命を助けて下さい!」（1977年） - 空港職員
- 大鉄人17 第11話「ブレインから来た招待状」（1977年） - サチコの父
- すぐやる一家青春記 第8話「全員出動せよ!」（1977年）
- 森村誠一シリーズ / 腐蝕の構造 第5話（1977年）
- 青春の門 第一部 第1話（1977年）
- 七人の刑事 第3シーズン（1978年）
  - 第2話「第一通報者」
  - 第6話「パニックイン警視庁」
- 熱い嵐（1979年）
- 木曜座 / たとえば、愛 第11話（1979年） - 男
- 歴史の涙（1980年）
- はまなすの花が咲いたら（1981年）
- ガラスの知恵の輪 第6話（1982年）
- 花王 愛の劇場 / わが子よ 第2シリーズ（1982年）
- ザ・サスペンス / お師匠さんは名探偵（1983年）
- 親子ゲーム 第4話「オトナは嘘ツキ!」（1986年） - 医師
- 親子ジグザグ 第15話「死なないで父ちゃん!」（1987年） - 小坂医師

#### フジテレビ
- 恐怖劇場アンバランス 第9話「死体置場（モルグ）の殺人者」（1973年） - 医学生
- 電人ザボーガー 第24話「ファイト! ザボーガー 倒せ! デス・ガンダー」（1974年） - アナウンサー
- 6羽のかもめ 第26話「さらばテレビジョン」（1975年）
- 燃えよ! ダルマ大臣・高橋是清伝（1976年） - 医者
- あかんたれ 第77話（1977年）
- 土曜劇場 / 白い巨塔 第17 - 20話（1978年）
- メガロマン 第9話「UFOが海に落ちた!」（1979年） - 刑事
- 大捜査線シリーズ 追跡 第34話「この子はだァれ?」（1980年）
- 平岩弓枝ドラマシリーズ / 花祭（1982年）
- 暁に斬る! 第16話「非情の町のこぼれ花」（1983年）
- ライオン午後のサスペンス / 母の復讐（1984年）
- 金曜女のドラマスペシャル
  - にせ風景（1985年）
  - サギ娘（1985年）
  - 団地妻連続殺人事件（1986年）
  - 跳びおりる（1987年）
- 月曜ドラマランド / セーラー服応援団! 乙女白書（1986年）
- ザ・ドラマチックナイト→金曜ドラマシアター→金曜エンタテイメント
  - 目には目を（1988年）
  - 東京ステーションホテル25時（1991年）
- 男と女のミステリー
  - 殺意 或る女の誤算（1988年）
  - 丹後・宮津殺人岬（1988年）
  - 罠の中の女（1988年）
  - 海辺の骨（1990年）
- ハッピーバースデー殺人事件（1988年）
- 木曜劇場 / もう誰も愛さない 第11話「偽りの結婚」（1991年）
- 金曜劇場 / 北の国から

#### テレビ朝日
- 仮面ライダーシリーズ
  - 仮面ライダー 第82話「怪人クラゲウルフ 恐怖のラッシュアワー」（1972年） - 早坂発電所職員
  - 仮面ライダーV3 第4話「V3の26の秘密!?」（1973年） - かめやホテルのフロント
- 新・荒野の素浪人 第24話「悪銭の宿」（1974年）
- テレビスター劇場 / 華麗なる一族（1974年）
- ザ★ゴリラ7 第7話「微笑む女に手を出すな!」（1975年）
- ザ・カゲスター 第15話「少年サタン隊 ザリガニアン作戦!」（1976年） - 父親
- 秘密戦隊ゴレンジャー
  - 第62話「白い怪奇! 死神館の罠」（1976年） - イーグル研究員
  - 第83話「オレンジ色の初恋!! 吼える大都会」（1977年） - 医師
- 5年3組魔法組（1976年 - 1977年） - マサキの父
- 破れ奉行 第7話「復讐! 汐見橋の女」（1977年）
- がんばれ!レッドビッキーズ 第9話「ジュクよ眠れ」（1978年） - 野川信吾
- 冒険ファミリー ここは惑星0番地 第12話「謎の七色の熱い砂」（1978年） - まさみの父
- 透明ドリちゃん 第24話「青山家最大の難事件」（1978年） - 虎男の担任
- 特捜最前線
  - 第146話「殉職I・津上刑事よ永遠に!」（1980年）
  - 第427話「複数誘拐・子供たちは何処へ!」（1985年）
  - 第469話「連続放火事件・待ちつづけた女!」（1986年）
  - 第497話「翔んでる目撃者!」（1985年）
- 西部警察
  - 西部警察 (PART1)
    - 第22話「少年」（1980年）
    - 第77話「38時間の戦慄」（1981年）
    - 第80話「闇に響く銃声」（1981年）

  - 西部警察 PART-III
    - 第32話「杜の都・激震!! －宮城・前篇－」（1983年）
    - 第53話「北帰行」（1984年）
    - 第61話「父と子の激走! －ニューマシン・刀R－」（1984年）
- ゴールデン劇場 / 虹子の冒険 第1話「あなたならどうする」（1980年）
- 走れ!熱血刑事 第14話「甦れ! 白球」（1981年）
- ザ・ハングマン
  - ザ・ハングマン 第30話「エンゼルキッスは豚の味」（1981年）
  - ザ・ハングマンII 第3話「女学生を喰らう大学理事長」（1982年）
- 警視庁殺人課 第18話「ハイウェイ殺人事件・死の運び屋」（1981年）
- 土曜ワイド劇場
  - 死角に消えた殺人者（1982年）
  - 片岡孝夫の好青年探偵シリーズ 第3作「十和田湖に消えた女・連続レイプ殺人事件　死体の胸に真紅の花」（1982年） - アナウンサー
  - 美しい人妻 六年目の殺意（1985年）
  - 探偵・神津恭介の殺人推理 第4作「初夜に消えた花嫁」（1986年）
  - 殺意の終着駅（1987年）
  - 京都化野殺人事件（1987年） - 医師
- ゴリラ・警視庁捜査第8班 第36話「スイートメモリー」（1990年）
- メタルヒーローシリーズ（1991年）
  - 特警ウインスペクター 第49話「翔べ希望の空へ!」
  - 特救指令ソルブレイン 第13話「殺人プレイバック」 - 医師
- 代表取締役刑事 第30話「長いお別れ」（1991年）
- はぐれ刑事純情派 第7シリーズ 第15話「偽刑事! 万引きされた婚約指輪」（1994年）

#### テレビ東京
- スパイダーマン 第26話「絶対ピンチのにせものヒーロー」（1978年）
- 大江戸捜査網
  - 第3シリーズ
    - 第337話「女隠密怒りの逆襲」（1980年）
    - 第445話「品川遊郭 おんな蟻地獄」（1982年）
    - 第492話「夫婦崩壊! 妻が酒に溺れる時」（1983年）
    - 第495話「母が哭く 津軽三味線呪い節」（1983年）

  - 平成版 第1シリーズ 第4話「山男に抱かれた女」（1990年）
- 12時間超ワイドドラマ / 若き血に燃ゆる〜福沢諭吉と明治の群像（1984年）
- ドラマ・女の手記 / 夫を交換した妻たちの体験（1987年）

### 映画
- セカンド・ラブ（1983年） - ジョギングの男
- お葬式（1984年）
- 夜叉（1985年）
- 赤い禁猟区 ハードコアの夜（1986年） - テレビのアナウンサー
- マルサの女（1987年） - 税務署員
- 優駿 ORACIÓN（1988年）
- 君を忘れない（1995年）

### ナレーション
- NNNきょうの出来事
- エンジェルターゲット 殺戮天使（1991年）
- TXNニュースワイド 夕方いちばん（1997年）